# Bartholomäus Wernigk
Bartholomäus Wernigk (* um 1611 in Rieschweiler; † 9. Januar 1686 in Meisenheim) war Präsident des pfalz-zweibrückischen Oberkonsistoriums.

## Leben
Bartholomäus Wernigk, als Sohn des Landschreibers Jost Wernigk  um 1611 in Rieschweiler geboren, entstammte einer Familie, die seit der Reformation in mehreren Generationen protestantische Pfarrer in der Pfalz stellte. Erstmals im Dienst des Zweibrücker Hofs wird Wernigk 1634 genannt – zwei Jahre zuvor waren Stadt und Land von kroatischen Truppen unter Führung des kaiserlichen Feldherrn Matthias Gallas belagert, geplündert und verwüstet worden. Während die ländlichen Gegenden danach weitgehend menschenleer waren, hatte sich im städtischen Bereich wenigstens etwas Leben erhalten. In Zweibrücken wird Bartholomäus Wernigk im reformierten Taufbuch damals als „Rechen-Cammerscribent“ aufgeführt – eine Art Sekretär für das Rechnungswesen und die Korrespondenz sowie Aktenführung. Knapp dreieinhalb Jahre später war er Burgvogt in Meisenheim; als Stellvertreter von Herzog Friedrich I. behielt er diese Position für acht Jahre. Er blieb bis zum Ende des großen Krieges 1648 in Meisenheim, wo er, wie es in den Quellen heißt, eine „sehr annehmliche vocation“ hatte – also in einem hohen Ansehen stand. Vielleicht wird er auch deswegen, zusammen mit seiner Ehefrau Anna Catharina geborene de Communy, einer Schweizerin, bei 28 Taufen als Pate aufgeführt.
Als sich 1649, im Jahr nach dem Westfälischen Frieden, Herzog Friedrich I. seines Thrones wieder sicherer fühlen konnte, kamen neue Aufgaben auf den leitenden Beamten zu. Wernigk, der die Fahne des Herzogtums in den Kriegszeiten hoch gehalten hatte und „viel gefährliche und saure Ritte dem Land zum Besten und uff seine eigene Kosten gethan, dadurch auch grohsen Schaden ahn Pferden und sonsten erlitten“, ließ sich von seinem Dienstherrn zum Umzug nach Zweibrücken bewegen. Zum Dank dafür erhielt er das im Krieg zerstörte und nach wie vor verödete Dorf Bickenaschbach, das er wiederherstellen ließ und zu einem florierenden Gehöft ausbaute, das aber in den nachfolgenden Jahren durch marodierende Soldateska immer wieder in Schutt und Asche gelegt wurde.
1661 bestieg Friedrich Ludwig den Zweibrücker Herzogsthron und bestätigte Bartholomäus Wernigk in seinen Funktionen als „fürstlicher Rath und Cammer-cantzleysecretarius“. In der betreffenden Urkunde sind seine Pflichten, Rechte, Besoldungsansprüche, „Zehrungs“-Auslagen und die Kündigungsmodalitäten genau geregelt. Wernigk standen als Gehalt 150 Gulden sowie weitere 15 Gulden Wohngeld zu, daneben zwei Malter Weizen, sechs Malter Korn (=Roggen), drei Malter Hafer, ein Malter Obst, ein Fuder Wein – wobei es sich um die Zweibrücker Maße handelt, ebenfalls Wildbret und Fisch. Zu seinem „Hausgebrauch“ waren ihm sämtliche Naturalien im Frondienst quasi „frei Haus“ zu liefern. Zug um Zug erwarb er Grundstücke in der Stadt – 1655 einen Garten in der Vorstadt und eine Wiese im Bubenhauser „Kirschgarten“, 1657 ein weiterer Garten „am unteren Tor gegen Ernstweiler gelegen“ und eine Wiese hinter dem Kloster. Seine Behausung in der Rittergasse verkaufte er 1656, nachdem er am Schlossplatz ein neues Domizil gefunden hatte. Dort traf sich zeitweise auch der Stadtrat, weil das eigentliche Rathaus kriegszerstört war. 
Auch als Finanzier trat Wernigk auf; als 1655 über den Bau des Zweibrücker Gymnasiums verhandelt wurde, streckte er weitere 24 Reichstaler vor, nachdem er bis dahin schon die Besoldung der Professoren als Kredit aus eigener Schatulle übernommen hatte. Er unterstützte den Herzog bei wirtschaftlichen Problemen, indem er teils uralte Schuldscheine aufkaufte. So tilgte er 1665 er einen Wechsel über 2000 Gulden, den Pfalzgraf Johannes 1577 bei Isaac Jacob Zorn von Plobsheim unterschrieben hatte und dessen Familie bald ein Jahrhundert später noch immer auf die Rückzahlung der Schulden wartete – Wernigk sorgte dafür, dass das Zweibrücker Herrscherhaus wenigstens von einigen dieser Altlasten entledigt wurde. Freilich summierten sich die Außenstände zum damaligen Zeitpunkt auf 1,7 Millionen Gulden, so dass Wernigks Obolus allenfalls einen Tropfen auf den heißen Stein darstellte. 
In der zweiten Hälfte des 17. Jahrhunderts hielten die Kriegszüge des Lothringer Herzogs Karl IV. das Zweibrücker Land weiter in Aufregung. Die Festungsanlagen in Homburg und Landstuhl hielt er beispielsweise besetzt, um von dort immer wieder zu Überfällen aufzubrechen. Die militärischen Auseinandersetzungen, in die nun auch Frankreich und das Heilige Römische Reich deutscher Nation hineingezogen wurden, nahmen kein Ende; Zweibrücken war so 1676/77 immer wieder Schauplatz von Gefechten, und insbesondere am 10. Februar 1677 wurde die Stadt einmal mehr in Schutt und Asche gelegt.
Bartholomäus Wernigk, nunmehr bereits 70 Jahre alt und inzwischen auch Präsident des Zweibrücker Oberkonsistoriums, sollte durch Verhandlungen dafür sorgen, dass die Stadt nicht allzu sehr ins Kriegsgeschehen miteinbezogen wurde. Das scheint ihm bei einer seiner letzten Missionen, der Sicherung der Kirkeler Burg, auch gelungen zu sein. Als 1681 französische Truppen anrückten, um die „Reichsfeste“ zu erobern, war es seinem Verhandlungsgeschick zu verdanken, dass ein Angriff unterblieb. 
Bartholomäus Wernigk, dessen Leben durchgängig von Kriegen bestimmt war, starb am 9. Januar 1686 „im Alter von 75 Jaar und 6 Monath bey gutem Verstand im Bäten“. Zwei Tage später wurde er in der Schlosskirche in Meisenheim bestattet – er fand mit seiner Ehefrau unweit des Grabes von Herzog Wolfgang die letzte Ruhestätte.
In seine Fußstapfen trat sein Sohn Friedrich Bartolomäus, 1657 in Zweibrücken geboren. Der promovierte Jurist, dessen rechtskundige Abhandlung aus dem Jahr 1679 auch in gedruckter Form erschien, machte nun Karriere, als sich unter schwedischer Herrschaft Pfalz-Zweibrücken zu konsolidieren begann. 1709 wurde er durch Kaiser Joseph II. als „Wernigk von St. Ingbrecht“ in den erblichen Adel und den Reichsritterstand erhoben. Neben Gebäuden in der Stadt und dem Bickenaschbacherhof war er auch Eigentümer des Schönhofs, aus dem später die Dingler-Werke entstehen sollten. Auch dessen Kinder nahmen wieder höchste Positionen bei Hofe ein – einer seiner Söhne beispielsweise war Zweibrücker Botschafter am preußischen Hof.
An sichtbaren Zeugnissen dieser einflussreichen Familie erhalten hat sich bis heute nicht viel – an der protestantischen Kirche in Mimbach ist der barocke Grabstein von Anna Margaretha Wernigk eingelassen; sie war die Ehefrau von Johann Christian Wernigk. Der Enkel des Zweibrücker Hofbeamten war wieder Pfarrer geworden, wie viele seiner Vorfahren auch. Das um 1700 errichtete Pfarrhaus in Mimbach erinnert mit einer Inschrift über der einstigen Eingangstür an die Familie.